# Église Saint-Eugène de Xaintray
L'église Saint-Eugène est une église catholique située à Xaintray, en France.

## Localisation
L'église est située dans le département français des Deux-Sèvres, sur la commune de Xaintray.

## Historique
L'édifice est classé au titre des monuments historiques en 1990.

## Galerie

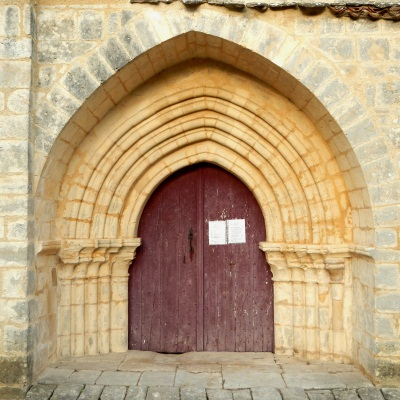
Le portail.
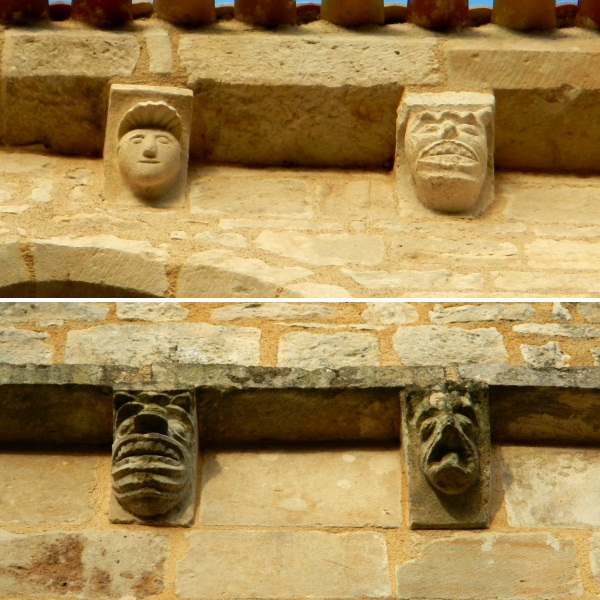
Modillons.